# Dale Park Beck
Der Dale Park Beck ist ein Wasserlauf im Lake District, Cumbria, England.
Der Dale Park Beck entsteht im Grizedale Forest. Der Fluss fließt in südwestlicher Richtung. Am Weiler Thwaite Head wechselt er seinem Namen zum Ashes Beck. Er bildet bei Sattlerwaithe zusammen mit dem Force Beck den Rusland Pool.